# Ева Габерманн

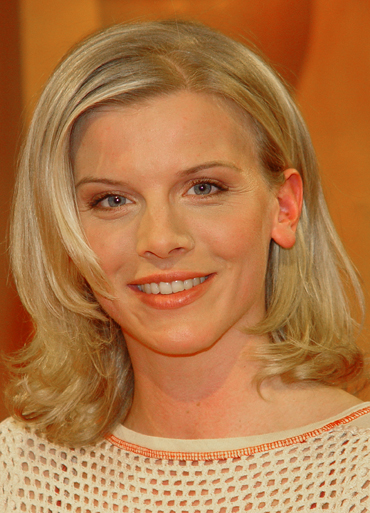
2004-04-01

Ева Фелісітас Габерманн (нім. Eva Habermann, 16 січня 1976, Гамбург) — німецька актриса театру та кіно.

## Біографія
Народилася 16 січня 1976 року в Гамбурзі. Ще під час навчання вона почала зніматися у кіно, і вже під час закінчення школи брала уроки театрального мистецтва та співу. Її телевізійний дебют відбувся в 1993 році у віці 17 років в ZDF IMMENHOF. Через два роки вона стала відома на міжнародному рівні через серію науково-фантастичних фільмів LEXX - THE DARK ZONE., де зіграла роль Зев Беллрінгер.З 2007 року Ева Габерманн протягом трьох років знімалася в Ірландії, де вона грала дружину фермера Erin` О'Тул. Телесеріал вийшов завдяки Bavaria Fernsehproduktion GmbH [Архівовано 23 листопада 2018 у Wayback Machine.] та транслювався на ZDF [Архівовано 21 липня 2019 у Wayback Machine.]. У телевізійному фільмі «Щастя це серйозне питання» виробництва нім. Josefine Filmproduktion на замовлення НДР, Ева Габерманн працювала актрисою другого плану — Шанталь. Знімання відбулися в листопаді 2008 року під керівництвом Hermine Huntgeburth. У листопаді 2010 року фільм-комедія BAUER Frühstück [Архівовано 12 жовтня 2018 у Wayback Machine.] був знятий і режисером Michael Soth, в якому Ева Габерманн втілила жіночу роль сестри голови села, яке не змінилося з часів Другої світової війни. Перед камерою були Дірк Бах, Ансгар Гюттенмюллер та Лотт Рейнстрім. Прем'єра фільму в німецьких кінотеатрах відбулася у травні 2011 року.
Адаптація фільму «Мара і Носій Вогню» вийшла 2015 року. Тут Єва взяла на себе роль богині Сигін (англ. Sigyn), дружини німецького напівбога Локі (англ. Loki), якого грає Крістоф Марія Гербст. [Архівовано 8 листопада 2019 у Wayback Machine.]
Між 2012 і 2015 Ева Габерманн серед інших знялася в телесеріалі SOKO Кельн / Штутгарт Homicide / SOKO Мюнхен і Rosenheimcops на ZDF, і вона була помічена в ALARM Кобра 11 на RTL.

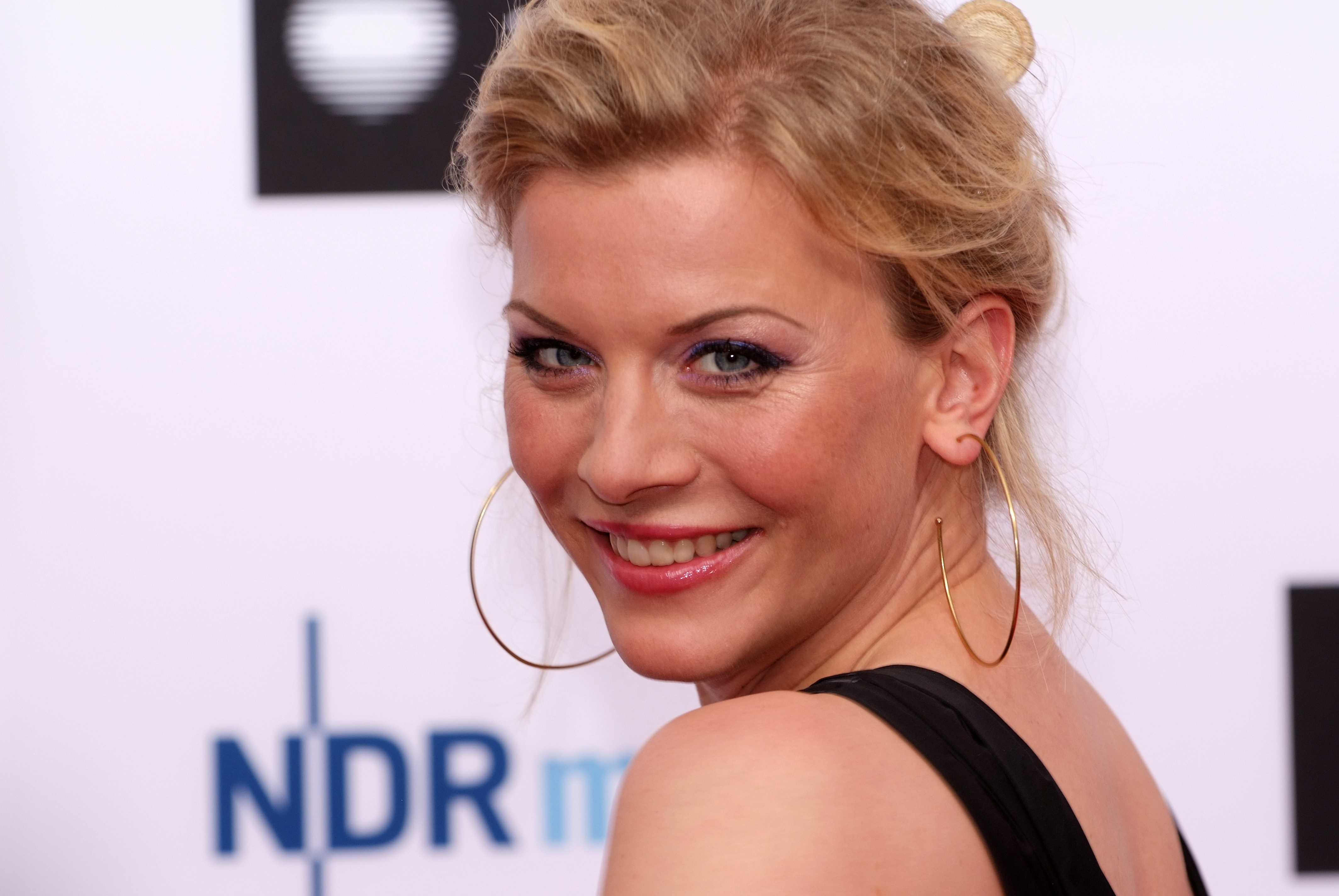
Єва Хаберманн

2016 року Ева Габерманн знялася також в англійській фантастичній кіноплівці «Sky Sharks» і в фільмі «Los Veganeros 2». Остання — це комедія, яка висвітлює серйозну тему захисту тварин.
У 2015 році Ева Габерманн знялася у німецькому фільмі Гоблін 2. У стрічці вона не тільки грає головного героя Ванессу Майер, але й древнього троля, який доповнює образ Ванесси. Фільм — це вдале поєднання фантастики, жаху та комедії у стилі 80-х. Ева Габерманн також виконала роль королеви Борані в серіалі «Вікі та сильні люди». Епізоди транслювалися в травні 2015 року на ZDF [Архівовано 21 липня 2019 у Wayback Machine.] і ZDFneo [Архівовано 9 жовтня 2018 у Wayback Machine.].
У фільмі режисера Томаса Вейта, вона потрапила на екран в 2017 році. Інші ролі були в KOMMISSAR REX, ANGEL EXPRESS, та багато інших.

## Благодійність
Ева Габерманн брала участь в кампанії проти рабства дітей в Гаїті від імені німецької некомерційної Організації допомоги Латинської Америки (нім. Bischöfliche Aktion Adveniat) Адвенія. Адвенія (de.Adveniat) впродовж багатьох років проводить боротьбу проти експлуатації дітей з бідних верств населення. Через благодійні заходи та тематичні шоу на телебаченні Ева Габерманн вже змогла зібрати велику допомогу, яку використовує Адвенія. Навесні 2014 року Ева Габерманн відвідала Гаїті з благодійною місією.

## Публічні звинувачення
У середині жовтня 2019 року було оголошено, що рекламна стрічка Габерман «Під ConTROLL» вирізана з матеріалу фільму Еріка Ордеса «Гоблін — Das ist echt Troll». Ордес заявив, що Габерманн разом зі своїм партнером Олександром Кенігом «викрали це» несправедливими засобами. Гельмут Краус, покійний головний актор і режисер дубляжу фільму, залишив відео, де звинувачує Габерманн безпосередньо.  За словами актриси Дезіре Нік нім. Désirée Nick, Габерманн запропонувала їй 500 євро, щоб вона підписала документи, які підтверджують авторські права на фільм. Співавтор стрічки Йорг Штегмюллер також підтримує Ордеса і звинувачує Габерманн.

## Фільмографія
- 1994/1995: Імменхоф Immenhof (TV series) … Melanie
- 1995: Проти вітру (серіал)Gegen den Wind … Paula
- 1996: Біда преподобного з раєм
- 1996: Клініка під долонями нім. Klinik unter Palmen
- 1996: Зоряне командування
- 1996—1999 рр. ОП закликає доктора. Брукнер (телесеріал)
- 1997: Розамунде Пілчер — Дві сестри
- 1997: Берегова охорона (пілотний фільм)
- 1997—2011 рр.: берегова охорона (телесеріал, п'ять серій)
- 1998: Перше кохання. First Love — Die große Liebe … Ricky (серіал, один епізод)
- 1998: Стрижка і мільйонер
- 1997—1998: Zev Bellringer  — Лексс.Темна зона (серіал, шість епізодів)[7][8]
- 1999 Die Strandclique … Viola Kimmling
- 1998 Angel Express
- 1999—2002: Клікова пляж (телесеріал, 39 серій)
- 2000 Code Name: Eternity … Dr. Rosalind Steiner
- 2001: вогонь, морозиво та консервоване пиво
- 2001: Позаду веселки
- 2001: Diamond Cut Diamond — жорсткий і невблаганний (Свідка вбивства)
- 2001: Міський район (телесеріал, Солодка афера)
- 2003 рік: Стара мавпа злякалася
- 2003: Уайльд Енгель (телесеріал, дев'ять серій)
- 2003: Siska (телесеріал)
- 2003 Wilde Engel[de] … Lena Heitmann 7
- 2004 рік: Біло-сині зимові історії — Кокосбуссерль
- 2004 рік: Інга Ліндстрем — туга за Марілуендом
- 2004 рік: Барбара Вуд — Поклик минулого
- 2005: Клініка Чорного Лісу (серіал, Епізоди: Наступне покоління та нові часи)
- 2005: Клоун (телесеріал, епізод: Payday)
- 2006: У долині диких троянд — те, що командує серце
- 2006: На небі кохання пише по-різному
- 2006: Морський корабель — Сінгапур та Балі
- 2006 рік: Собаки мають короткі ноги
- 2007—2010: Наша ферма в Ірландії (телесеріал, вісім серій)
- 2007: Утта Данелла — Танець на веселці
- 2007: Готель мрії — Африка
- 2007: круїз до щастя — медовий місяць до Нової Зеландії
- 2007 рік: Адельейда та її вбивці (телесеріал, Вбивство, а-ля режим)
- 2008 рік: Осі одинадцять
- 2008: Ребекка Райман — яка обіцяє кохання
- 2008: Чотири дні Тоскани
- 2008: Лавина століття
- 2008: SOKO Donau (телесеріал, епізод: Смертельна спокуса)
- 2009: Ось Калле (телесеріал, епізод: Sommerfrische)
- 2009 рік: Щастя — це серйозна річ
- 2010 рік: Дорога, давайте розлучимося
- 2011: Сніданок для фермерів — фільм
- 2011 рік: Розамунде Пілчер — англійське вино
- 2012 рік: Сигналізація про Кобру 11 — Шосе поліція (телесеріал)
- 2013: Ревнощі — фільм
- 2013 рік: Дора Хелдт: Кохана
- 2013: У 1994/1995: всій дружбі (телесеріал, Епізод: У промінні темряви)
- 2013: Молот і Січл (телесеріал)
- 2014: Холодний суд
- 2014: Діти Грімма — вісники смерті
- 2015: Мара та пожежник
- 2015: дайкові бики
- 2015: Сталкери терору
- 2017: Детокс — Якщо ви все втратили
- 2017: Elbdeichschnack (Веб серія , Епізод: Pust The Flower)
- 2017: Лос-Веганос 2